# Tridentea herrei
Tridentea herrei là một loài thực vật có hoa trong họ La bố ma. Loài này được (Nel) Leach miêu tả khoa học đầu tiên năm 1978.